# Раса (естетика)

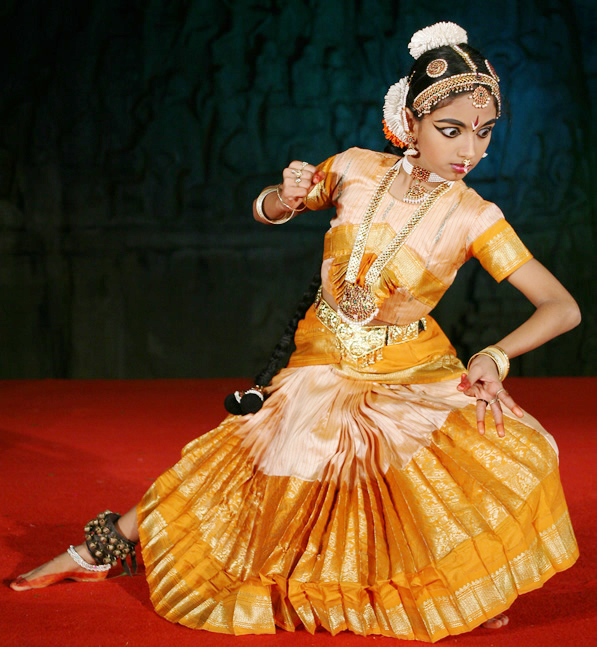
Гнівна раса в образі руйнівної люті богині Дурґа

Раса — категорія індійської естетики, чуттєве і емоційне переживання, яке здатна випробувати досвідчена в поезії, музиці, театрі та інших мистецтвах людина. Расу не можна створити, її можна лише викликати, вірно поєднуючи різноманітні бхави.

Термін уперше був обґрунтований у приписуваному Бгараті трактаті «Натья-шастра», де розглядалося вісім різновидів раси:

- еротична (śṛṇgāra)
- комічна (hāsya)
- журлива (karuṇa)
- гнівна (raudra)
- героїчна (vīra)
- пов'язана зі страхом (bhayānaka)
- зневагою (bībhatsa)
- подивом (adbhuta)[1] .

Найбільш повно розкрив концепцію філософ і адепт кашмірського шиваїзму Абхінавагупта в драматургії, піснях та інших виконавських мистецтвах. Абхінавагупта написав коментар до «Натья-шастри» і запропонував власне тлумачення, яке багато в чому підмінило початкову концепцію трактату. Абхінавагупта додав до восьми первинних рас ще одну — расу спокою (shantam).

Необхідною умовою раси вважалося суголосся естетичного суб'єкта (реципієнта) з персонажами драми чи поеми.